# H. J. Merck & Co.
A H. J. Merck & Co. foi um dos maiores bancos comerciais de Hamburgo e existiu de 1799 a 1983. A Merck & Co. também esteve envolvida no transporte marítimo e co-fundou a Hamburg America Line (HAPAG) com o Berenberg Bank.
A empresa foi fundada por Heinrich Johann Merck, um membro da notável família Merck, que se tornou um cidadão de Hamburgo em 1799. Os membros da família eram comerciantes, banqueiros e políticos de destaque em Hamburgo. O nome da família é atualmente usado pelas empresas farmacêuticas Merck e Merck & Co. (MSD), que foram fundadas pelo ramo de Darmstadt da família.